# Debenjak
Debenjak je priimek več Slovencev, ki ga je po podatkih Statističnega urada Republike Slovenije na dan 1. januarja 2010  uporabljalo 129 oseb.

## Znani nosilci priimka
- Riko Debenjak (1908—1987), slikar, grafik, profesor ALU
- Božidar Debenjak (*1935),  filozof, univerzitetni profesor, prevajalec, publicist
- Doris Debenjak (1936—2013), germanistka, prevajalka, slovaropiska
- Florjan Debenjak (*1969), nogometaš in trener
- Maks Debenjak, glasbenik, zborovodja
- Primož Debenjak (*1965), prevajalec